# Petitioning the Empty Sky
Petitioning the Empty Sky es el segundo álbum de estudio de la banda de metalcore Converge. Si bien muchas fuentes catalogan el lanzamiento de este disco como un álbum de estudio, la banda lo considera un álbum recopilatorio, ya que es una colección de canciones grabadas en diferentes momentos. Si bien las listas de seguimiento difieren entre lanzamientos, este álbum incluye pistas grabadas en el estudio junto con grabaciones en vivo de tres canciones. Petitioning the Empty Sky fue lanzado y distribuido a través de varias discográficas diferentes a partir de mediados de los 90.

## Lanzamiento
Petitioning the Empty Sky fue lanzado originalmente a través de Ferret Music en 1996, y también fue uno de los primeros álbumes lanzados a través de la discográfica recién formada. Esta primera versión fue un EP con solo las primeras cuatro pistas de la versión de larga duración. Más tarde, ese mismo año, el disco se reeditó con cuatro nuevas canciones. Dos años después, el álbum se volvió a publicar a través del nuevo sello de Converge, Equal Vision Records como EVR040 el 20 de enero de 1998. La reedición contenía tres pistas en vivo («For You», «Homesong» y «Antithesis») grabadas durante una transmisión de radio, tres grabadas recientemente («Buried But Breathing», «Farewell Note to This City» y «Color Me Blood Red») y una pista («Shingles») que se grabó junto con las cuatro pistas originales, pero que no se lanzó.
Poco después del lanzamiento del quinto álbum de Converge en 2004, You Fail Me a través de Epitaph Records, Equal Vision reedita los remasters de Petitioning the Empty Sky y When Forever Comes Crashing. La nueva versión de Petitioning the Empty Sky contenía una nueva portada hecha por el cantante de Isis, Aaron Turner, el trabajo de producción de Kurt Ballou, Mike Poorman y Alan Douches, y una versión alternativa de "Love As Arson" como una canción extra. Las notas de línea también contienen la primera mitad de un ensayo escrito por el columnista de "Aggressive Tendencies" y editor de la revista canadiense en línea Exclaim!, Chris Gramlich. La segunda parte del ensayo continúa en When Forever Comes Crashing. El remaster fue el EVR109 de Equal Vision, lanzado el 22 de marzo de 2005.
En 2006, Deathwish Inc. lanzó un box set de vinilo para los  remasters de Petitioning the Empty Sky y When Forever Comes Crashing en un paquete denominado Petitioning Forever. Debido a las limitaciones físicas de un vinilo, no se pudo contener todas las canciones del remaster. Las tres pistas en vivo se lanzaron por separado con en un vinilo de 7" con su propia obra de arte basada en el empaque de la caja. El box-set era el DWI47, y el vinilo separado se catalogó como DWLIMITED04.

## Historia de las canciones
Las grabaciones de las canciones en vivo «For You» y «Homesong» se lanzaron originalmente en el EP de Unloved and Weeded Out 7", en 1995. La versión completa de Unloved and Weeded Out se lanzó más tarde en 2002 a través de Deathwish y también incluyó estas dos canciones. La grabación de «Antithesis» se pudo encontrar originalmente en el álbum debut de Converge, Halo in a Haystack, en 1994, y luego en el álbum recopilatorio Caring and Killing, lanzado en 1997. La canción «Dead» se volvió a grabar desde la versión Caring and Killing, que se grabó en 1994/1995. La versión original de «Love As Arson» fue lanzada en When Forever Comes Crashing en 1998.
Las pistas del nueve al once, «For You», «Antithesis» y «Homesong», se grabaron en vivo durante una presentación en la estación de radio WJUL, dirigida por estudiantes universitarios en UMass Lowell. Un momento notable en la canción en vivo «Homesong» es cuando un miembro de la banda rompe una cuerda de guitarra y hace una pausa en la canción, y el cantante Jacob Bannon sangrando dice haber "golpeado mi cabeza en un soporte de micrófono" y que "nos hará parecer punk". La versión original del CD de Ferret Music presenta "Homesong" como una canción oculta que sigue a "Antithesis".

## Recepción
El crítico de Allmusic, Blake Butler, escribió: "Converge puede romper múltiples huesos en todo el cuerpo con solo el sonido, atacando con hermosos riffs de metal, gritos desgarradores de la garganta y una percusión agresiva".

## Lista de canciones
| * Ferret Music 7" EP (1996) |                   |          |  |
| N.º                         | Título            | Duración |  |
| 1.                          | «The Saddest Day» | 7:05     |  |
| 2.                          | «Forsaken»        | 2:20     |  |
| 3.                          | «Albatross»       | 1:49     |  |
| 4.                          | «Dead»            | 3:05     |  |

| * Ferret Music CD (1996) |                              |          |  |
| N.º                      | Título                       | Duración |  |
| 1.                       | «The Saddest Day»            | 7:05     |  |
| 2.                       | «Forsaken»                   | 2:20     |  |
| 3.                       | «Albatross»                  | 1:49     |  |
| 4.                       | «Dead»                       | 3:05     |  |
| 5.                       | «Shingles»                   | 4:13     |  |
| 6.                       | «Buried But Breathing»       | 1:11     |  |
| 7.                       | «Farewell Note to This City» | 5:20     |  |
| 8.                       | «Color Me Blood Red»         | 3:57     |  |

| * Equal Vision Records reissue CD/LP (1998) |                                  |          |  |
| N.º                                         | Título                           | Duración |  |
| 1.                                          | «The Saddest Day»                | 7:05     |  |
| 2.                                          | «Forsaken»                       | 2:20     |  |
| 3.                                          | «Albatross»                      | 1:49     |  |
| 4.                                          | «Dead»                           | 3:05     |  |
| 5.                                          | «Shingles»                       | 4:13     |  |
| 6.                                          | «Buried But Breathing»           | 1:11     |  |
| 7.                                          | «Farewell Note to This City»     | 5:20     |  |
| 8.                                          | «Color Me Blood Red»             | 3:57     |  |
| 9.                                          | «For You / Antithesis» (En vivo) | 8:23     |  |
| 10.                                         | «Homesong» (En vivo)             | 6:51     |  |

| * Equal Vision Records remaster CD (2005) |                                       |          |  |
| N.º                                       | Título                                | Duración |  |
| 1.                                        | «The Saddest Day»                     | 7:05     |  |
| 2.                                        | «Forsaken»                            | 2:20     |  |
| 3.                                        | «Albatross»                           | 1:49     |  |
| 4.                                        | «Dead»                                | 3:05     |  |
| 5.                                        | «Shingles»                            | 4:13     |  |
| 6.                                        | «Buried But Breathing»                | 1:11     |  |
| 7.                                        | «Farewell Note to This City»          | 5:20     |  |
| 8.                                        | «Color Me Blood Red»                  | 3:57     |  |
| 9.                                        | «For You» (En vivo)                   | 2:44     |  |
| 10.                                       | «Antithesis» (En vivo)                | 5:39     |  |
| 11.                                       | «Homesong» (En vivo)                  | 7:06     |  |
| 12.                                       | «Love As Arson» (Versión alternativa) | 3:02     |  |

| * Deathwish Inc. Petitioning Forever LP set (2006) |                                       |          |  |
| N.º                                                | Título                                | Duración |  |
| 1.                                                 | «The Saddest Day»                     | 7:05     |  |
| 2.                                                 | «Forsaken»                            | 2:20     |  |
| 3.                                                 | «Albatross»                           | 1:49     |  |
| 4.                                                 | «Dead»                                | 3:05     |  |
| 5.                                                 | «Shingles»                            | 4:13     |  |
| 6.                                                 | «Buried But Breathing»                | 1:11     |  |
| 7.                                                 | «Farewell Note to This City»          | 5:20     |  |
| 8.                                                 | «Color Me Blood Red»                  | 3:57     |  |
| 9.                                                 | «Love As Arson» (Versión alternativa) | 3:02     |  |
| 10.                                                | «For You» (En vivo)                   | 2:44     |  |
| 11.                                                | «Antithesis» (En vivo)                | 5:39     |  |
| 12.                                                | «Homesong» (En vivo)                  | 7:06     |  |

## Personal
| Converge - Jacob Bannon: voz - Kurt Ballou: guitarra líder, coros, bajo (pista 1) - Aaron Dalbec: guitarra rítmica (pistas 2, 3, 5, 7 y 9-11) - Jeff Feinburg: bajo - Stephen Brodsky: bajo (pista 12) - Damon Bellorado: batería Producción original - Brian McTernan: productor, ingeniero, mezcla - Mike West: ingeniero Obra original y diseño - Jacob Bannon: ilustraciones, diseño - Mark Lickosky: fotografía, fotos de video - Patrick Santini: fotografía - Aaron Turner: ilustraciones, pinturas - Erik Zimmerman: fotografía | Historial de grabación - Pistas 1–5 grabadas por Brian McTernan en el estudio Salad Days en octubre de 1995 - Pistas 6–8 grabadas por Mike West en West Sound en febrero de 1996 - Pistas 9–11 grabadas en vivo en el aire en WJUL en agosto de 1995 - Pista 12 grabada por Jim Siegel en The Outpost en mayo de 1997 Producción remaster (pistas 1–8 y 12) - Kurt Ballou: mezclado en GodCity Studios en julio de 2004 - Mike Poorman: asistente de ingeniería de mezcla - Alan Douches: masterizado en West West Side Music Remaster de arte y diseño - Jacob Bannon: diseño - Chris Boart: fotografía - Danielle Dombrowski: fotografía - High Roller Studios: video mejorado - Nataija Kent: fotografía - Mark Lickosky: video - Aaron Turner: ilustraciones |